# Tatort: Um Haus und Hof
Um Haus und Hof ist ein Fernsehfilm aus der Kriminalreihe Tatort der ARD und des ORF. Der Film wurde vom Norddeutschen Rundfunk produziert und am 26. September 1993 erstmals ausgestrahlt. Es handelt sich um die Tatort-Folge 280. Für den Kriminalhauptkommissar Paul Stoever (Manfred Krug) ist es der 20. Fall, für seinen Kollegen Peter Brockmöller (Charles Brauer) der 17. Fall.

## Handlung
Die Leiche eines Mädchens wird am Elbufer gefunden; das Hamburger Ermittler-Duo Stoever und Brockmöller wird zum Tatort gerufen. Das Opfer ist mit bloßen Händen erwürgt worden und hat mindestens fünf Tage im Wasser gelegen. Schnell führt die Spur in das kleine Dorf Steinbostel, in dem das Opfer gelebt hat und wo in den letzten Jahren bereits Mädchenmorde geschehen sind. Zufälligerweise wurde von der dortigen Polizei ein halb verbrannter Ausweis gefunden, der die Identifizierung des Mädchens möglich macht. Ein Ortspolizist meint, dass das Opfer möglicherweise in dem Übersiedlerlager in der Nähe gewohnt hat, da eine Zahnfüllung darauf hindeutet, dass das Mädchen aus der DDR stammt. Stoever sieht sich in dem Lager um und findet heraus, dass dort eine Margret seit einer Woche verschwunden ist. Sie stammt aus Gera und wollte demnächst dahin zurück. Allerdings hatte sie auch eine Oma in der Nähe, die aber gerade vor einer Woche gestorben ist.
Um vor Ort weiter zu ermitteln, quartieren sich Stoever und Brockmöller in Steinbostel ein und verdächtigen sehr bald den Bauern Walter Grambeck, der dort lebt und vor kurzem Haus und Hof verloren hat. Es hat den Anschein, dass Margret dort umgebracht worden ist, woraufhin der Bauernhof durchsucht wird, was jedoch erfolglos bleibt. Grambeck selbst ist nicht auffindbar und wird zur Fahndung ausgeschrieben. Ein paar Tage später gelingt es Brockmöller, ihn festzunehmen. Beim Verhör gibt dieser zu, Margret gekannt, aber nicht getötet zu haben. Er habe sie sogar gesucht, als er merkte, dass sie verschwunden war. Als er längere Zeit allein gelassen wird, versucht er, sich zu erhängen. Stoever hält ihn für unschuldig. Sein Eindruck verstärkt sich, als eine weitere Mädchenleiche gefunden wird. Da Grambeck zur Tatzeit in Haft war, kann er sie auf keinen Fall getötet haben. Die Spur führt schnell zu einem bekannten Triebtäter, der daraufhin festgenommen wird und zwei Morde gesteht, den an Margret allerdings nicht.
Als Grambeck wieder vernehmungsfähig ist, berichtet er von einem regelrechten Kampf um seinen ehemaligen Besitz. Einige Bewohner des Dorfes, wie der Bauunternehmer Werner Büscher und der Bankdirektor Treibmann, haben sich bereits alle erfolgversprechenden Grundstücke des Dorfes angeeignet. Seine Mutter wollte nie Haus und Hof verkaufen und hatte zuletzt, als alles bereits der Bank gehörte, ein lebenslanges Wohnrecht auf dem Hof. Das plötzliche Ableben der alten Dame findet Stoever auffällig und lässt die Leiche exhumieren. Dabei erhärtet sich sein Verdacht, denn Frau Grambeck ist, genau wie Margret, erwürgt worden, was dem Dorfarzt Dr. Schöps seltsamerweise entgangen ist. Stoever findet ein Indiz, das ihn zu dem Dorfbewohner Wohlers führt, und er nimmt ihn fest. Beim Verhör muss er allerdings tief in die Trickkiste greifen, um ein Geständnis zu bekommen. So gibt Wohlers zu, in Panik Margret erwürgt zu haben, weil sie gesehen hatte, dass er die alte Frau Grambeck umgebracht hatte. Diesen Mord habe er im Auftrag von Büscher begangen, der ihm dafür eine fünfstellige Summe gezahlt hatte.

## Hintergrund
In dieser Episode, die im Wesentlichen außerhalb von Hamburg spielt, wird der Dorfpolizist Lukas Thorwald (Mark Keller) in die Reihe eingeführt. Stoever fallen seine Fähigkeiten als Ermittler positiv auf, sodass Thorwald in der nächsten Folge als Ersatz für Meier 2 als Ermittlerassistent nach Hamburg geholt wird.

## Trivia
Die Gaststätte und Pension Steinbosteler Hof, in der Stoever und Brockmöller übernachten, ist der Gasthof unter den Linden in Grönwohld, wo auch die Serie Neues aus Büttenwarder spielt.

## Rezeption

### Einschaltquoten
Bei seiner Erstausstrahlung am 26. September 1993 hatte Um Haus und Hof 12,83 Millionen Zuschauer, was einem Marktanteil von 39,50 % entspricht. Damit ist dieser Tatort nach dem im Jahr 1992 geänderten Quotenmess-Modus der mit der drittgrößten (Stand: 23. September 2014) Zuschauerzahl. 2013 erreichte mit Summ, Summ, Summ erstmals ein Tatort eine fast identische Quote (0,02 Mio. weniger) mit 12,81 Millionen Zuschauern.

### Kritiken
Für TV Spielfilm ist Um Haus und Hof ein „Geradliniger Land-‚Tatort‘ mit einem Hauch Chabrol, allerdings nicht gerade aufregend erzählt.“ „Routiniert vorgetragene Krimi-Kleinkunst“.